# Challenger de Vancouver 2017
El torneo Odlum Brown Vancouver Open 2017 fue un torneo profesional de tenis. Perteneció al ATP Challenger Series 2017. Se disputó en su 12.ª edición sobre superficie dura, en Vancouver, Canadá, entre el 14 y el 20 de agosto de 2017.

## Jugadores participantes del cuadro de individuales
| Favorito | País                      | Jugador         | Rank1 | Posición en el torneo |
| -------- | ------------------------- | --------------- | ----- | --------------------- |
| 1        | Bandera de Israel         | Dudi Sela       | 77    | Segunda ronda         |
| 2        | Bandera de Australia      | Jordan Thompson | 78    | FINAL                 |
| 3        | Bandera de Rumania        | Marius Copil    | 86    | Primera ronda         |
| 4        | Bandera de Eslovaquia     | Norbert Gombos  | 88    | Primera ronda         |
| 5        | Bandera de Suiza          | Henri Laaksonen | 93    | Primera ronda, retiro |
| 6        | Bandera de Japón          | Taro Daniel     | 95    | Segunda ronda         |
| 7        | Bandera de Bélgica        | Ruben Bemelmans | 97    | Segunda ronda         |
| 8        | Bandera de Estados Unidos | Tennys Sandgren | 102   | Segunda ronda         |

- 1 Se ha tomado en cuenta el ranking del 7 de agosto de 2017.

### Otros participantes
Los siguientes jugadores recibieron una invitación (wild card), por lo tanto ingresan directamente al cuadro principal (WC):
- Philip Bester
- Filip Peliwo
- Brayden Schnur
- Benjamin Sigouin

Los siguientes jugadores ingresan al cuadro principal tras disputar el cuadro clasificatorio (Q):
- Takanyi Garanganga
- Lloyd Harris
- Thai-Son Kwiatkowski
- Max Purcell

## Campeones

### Individual Masculino
- Cedrik-Marcel Stebe derrotó en la final a  Jordan Thompson, 6–0, 6–1

### Dobles Masculino
- James Cerretani /  Neal Skupski derrotaron en la final a  Treat Huey /  Robert Lindstedt, 7–6(6), 6–2